# Antonín Rydlo
Antonín Rydlo (16. září 1874, Krčín – 14. srpna 1943 Praha) byl rakouský a český politik, na počátku 20. století poslanec Říšské rady.

## Biografie
Byl starostou obce Krčín (v letech 1908–1919) a od roku 1910 okresním starostou v Novém Městě nad Metují. Po vzniku Československa zastával až do roku 1924 funkci předsedy okresní správní komise. Prosadil zřízení první okresní autobusové linky z Jaroměře do Nového Města nad Metují.
Na počátku 20. století se zapojil i do celostátní politiky. Ve volbách do Říšské rady roku 1911 se stal poslancem Říšské rady za obvod Čechy 43. Usedl do poslanecké frakce Klub českých agrárníků. K roku 1911 se profesně uvádí jako okresní starosta a zemědělec.
Již během působení v Říšské radě byl spojencem konzervativního křídla agrární strany vedeného Karlem Práškem. V roce 1924 po rozkolu Práška se stranou, byl Rydlo vyloučen ze strany. Brzy poté přišel i o mandát v obecním zastupitelstvu v Krčíně a byl odvolán z okresní správní komise. Následně čelil ekonomickým potížím, když na jeho majetek (kruhovou cihelnu a statek) bylo uvaleno vyrovnávací řízení a později nucená správa. Roku 1936 byl rodinný majetek prodán v soudní dražbě. Odešel potom na statek rodiny své manželky do Štolmíře u Českého Brodu. Zemřel roku 1943.